# Theodor Marschall

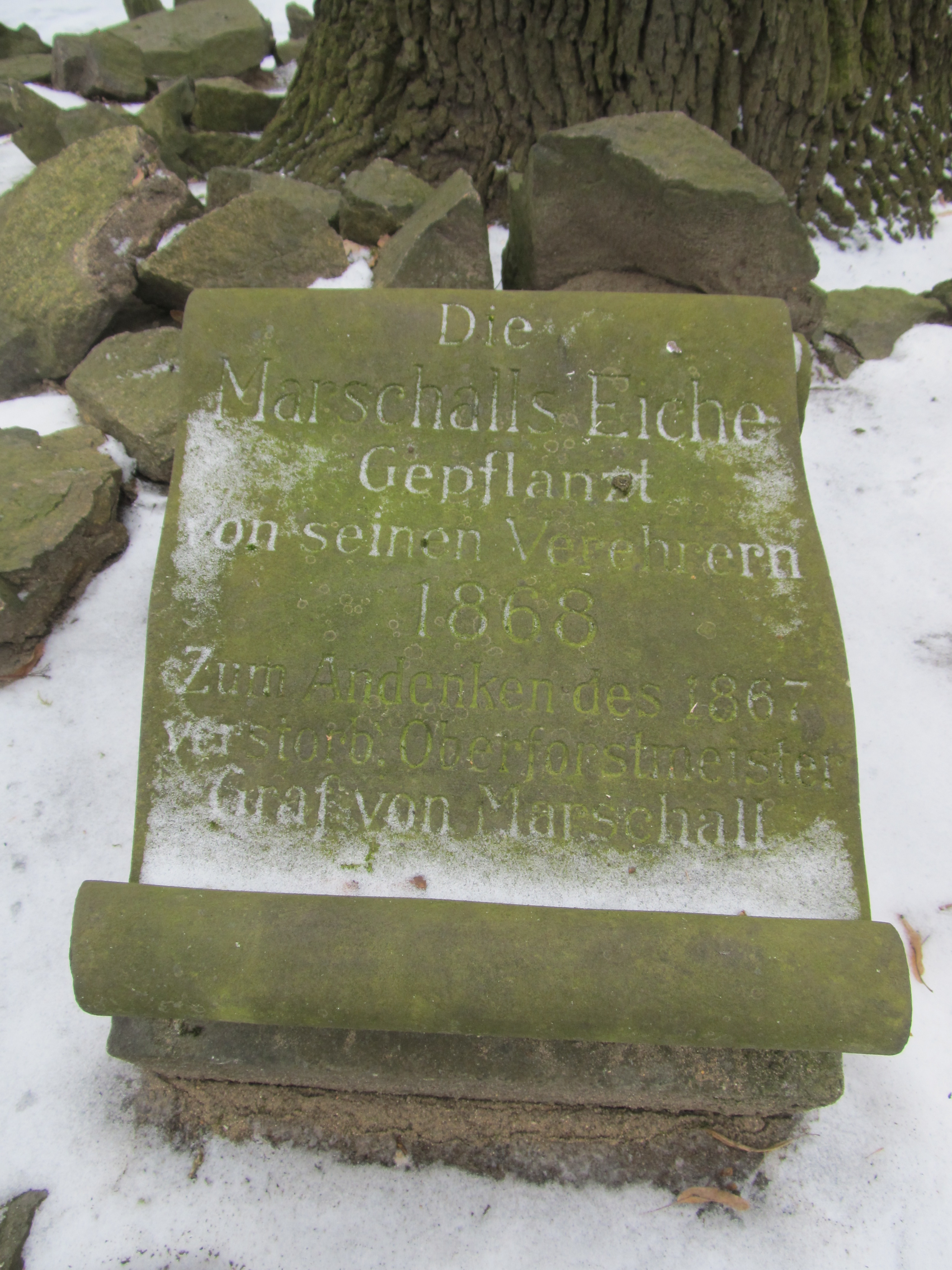
Gedenkstein unter der Marschalls Eiche in Dresden im Winter 2017

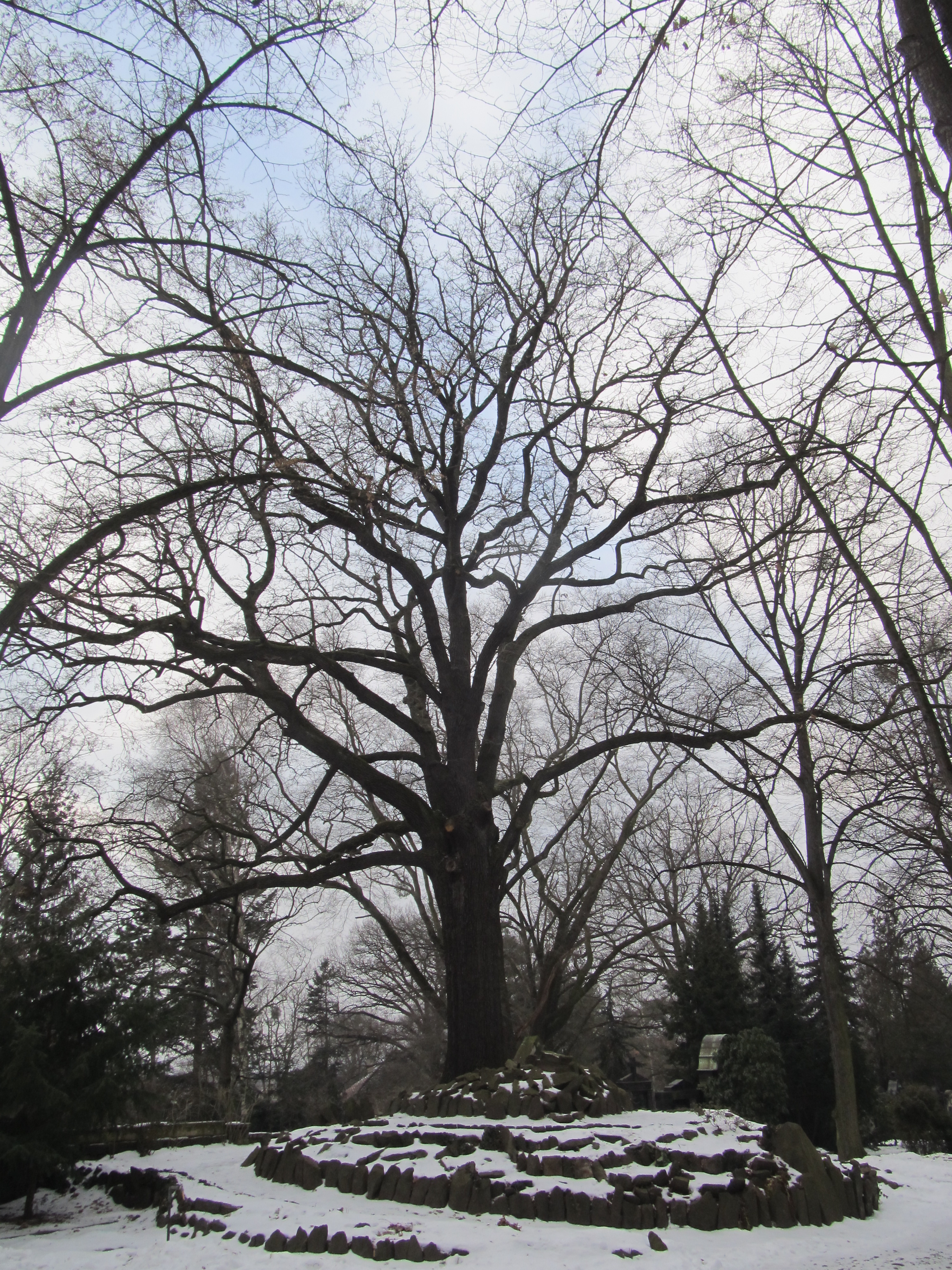
Gesamtansicht der Marschall-Eiche in Dresden (2017)

August Ferdinand Theodor Graf Marschall auf Burgholzhausen (* 25. Mai 1791 in Weimar; † 21. August 1867 in Dresden) war ein königlich-sächsischer Kammerherr und Oberforstmeister.

## Leben
Er stammte aus dem in den Grafenstand erhobenen thüringischen Adelsgeschlecht Marschall von Burgholzhausen und war der Sohn des Erbmarschalls von Thüringen, August Dietrich Graf von Marschall, welcher u. a. das Rittergut Tromsdorf besaß. Hortensie Freiin Waldner von Freundstein (* 9. Juli 1767; † 20. März 1800) war seine Mutter und Gräfin Antoinette, geborene von Alten (* 28. Januar 1767; † 2. April 1824) seine Stiefmutter.
Nach dem Tod des Vaters erbte er gemeinsam mit seinem Bruder August Friedrich Ernst Heinrich Thaddäus Damasius Graf von Marschall das väterliche Gut. Sein Bruder zog nach Wien, wo er kaiserlich-königlich-österreichischer Kämmerer wurde. Ferner war er königlich-preußischer Erbmarschall in der Landgrafschaft Thüringen in der Provinz Sachsen.
Theodor Graf Marschall lebte vorwiegend in Moritzburg.

## Familie
Theodor Graf Marschall heiratete Amalie von Mellish (* 17. Oktober 1799; † 18. April 1872), Tochter des königlich-preußischen Kammerherren und vormaligen königlich-großbritannischen Geschäftsträgers und Generalkonsuls bei dem niedersächsischen Reichskreis, Joseph Charles Mellish Esq, die ihn überlebte.
Er hinterließ den Sohn Max Graf Marschall (* 11. Oktober 1829; † 8. März 1897), der k. k. österreichischer Rittmeister v. d. A. und großherzoglich-sachsen-weimarischer Kammerrat wurde. Dieser war mit der Freiin Anna von Widmann (* 6. September 1837) verheiratet.

## Ehrungen
Seine Verehrer pflanzten für ihn am St.-Pauli-Friedhof in der Leipziger Vorstadt in Dresden die noch heute vorhandene Marschall-Eiche, die zu den ältesten Gedenkbäumen in Dresden gehört. Vor dem Baum befindet sich ein Gedenkstein mit folgender Aufschrift: „Die Marschalls Eiche. Gepflanzt von seinen Verehrern. 1868. Zum Andenken des 1867 verstorb. Oberforstmeister Graf von Marschall.“